# Mechanical Bull
Mechanical Bull es el sexto álbum de estudio de la banda estadounidense de rock Kings of Leon, lanzado en Irlanda, Alemania, Suecia y Australia el 20 de septiembre de 2013, [1] en el Reino Unido el 23 de septiembre de 2013, y en Norteamérica el 24 de septiembre de 2013 por RCA Records.

## Listado de canciones
| N.º | Título              | Duración |  |
| 1.  | «Supersoaker»       | 3:50     |  |
| 2.  | «Rock City»         | 2:56     |  |
| 3.  | «Don't Matter»      | 2:50     |  |
| 4.  | «Beautiful War»     | 5:09     |  |
| 5.  | «Temple»            | 4:10     |  |
| 6.  | «Wait for Me»       | 3:30     |  |
| 7.  | «Family Tree»       | 3:50     |  |
| 8.  | «Comeback Story»    | 3:59     |  |
| 9.  | «Tonight»           | 4:33     |  |
| 10. | «Coming Back Again» | 3:28     |  |
| 11. | «On the Chin»       | 4:16     |  |

| Edición de lujo |                  |          |  |
| N.º             | Título           | Duración |  |
| 12.             | «Work on Me»     | 4:04     |  |
| 13.             | «Last Mile Home» | 4:11     |  |

## Certificaciones
| País   | Organismo certificador | Certificación | Ventas certificadas | Ref.  |
| ------ | ---------------------- | ------------- | ------------------- | ----- |
| México | AMPROFON               | Oro           | 30 000              | [ 1 ] |